# Europameisterschaften 1896
Als Europameisterschaft 1896 oder EM 1896 bezeichnet man folgende Europameisterschaften, die im Jahr 1896 stattfanden:
- Ruder-Europameisterschaften 1896